# 神鹫号巡洋舰
神鹫号是德意志帝国海军建造的一艘四等巡洋舰，为六艘鵟级巡洋舰的四号舰。该舰自1891年开始在汉堡的布洛姆与福斯船厂铺设龙骨，1892年2月下水，至同年12月交付使用。神鹫号是专为执行海外任务而设计，装备有八门105毫米口径的主炮，航速可达16.2節（30.0每小時）。
神鹫号的大部分服役生涯都在海外度过，先是于1890年代被派驻德属东非，继而于20世纪初在太平洋的南海基地又度过了一段时间。在1899年第二次布尔战争期间与英国关系日益紧张的情况下，它坚守在东非；并在第一次世界大战爆发前的十年中经常镇压德属太平洋岛屿上的叛乱。由于损耗严重，神鹫号于1914年3月返回德国，并撤出现役。1916年，它被改装成贮存水雷的废船并运用至战争结束。该舰最终于1921年遭废弃并拆解。

## 设计

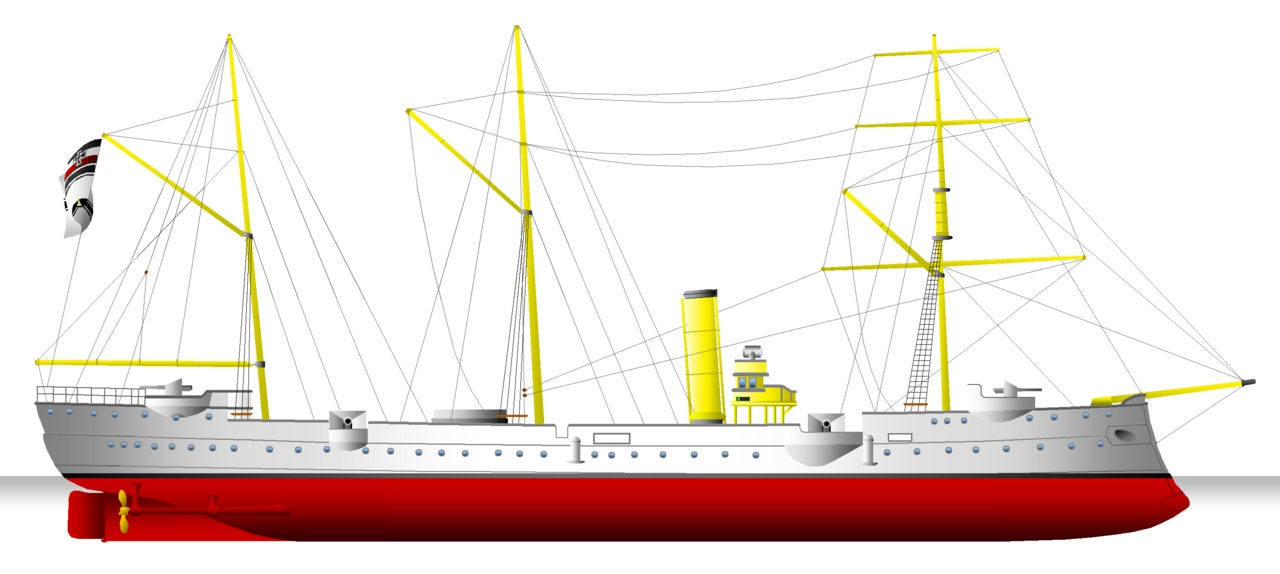
鵟级秃鹫号的插画

随着1871年后德意志帝国的经济扩张，帝国海军有必要将军舰常驻在海外殖民地，以保护德国公民在当地的权益。由于船员宿营空间的局促和低适航性，既有的炮舰并非合适的舰种。它们的武器装备也被视为过于薄弱。相反，所需船具应具有较大的排水量并通过轮机驱动，以使它们能够监控大片海域。这类舰只还应继续配备适当的风帆索具，以便在长途航行中节省煤炭。这些要求在1886－1887财年获得拨款的两艘燕子级巡洋舰得到落实，它们为更大的鵟级奠定了基础。
神鹫号的舰体采用横向钢框架构造，并有一直延伸至上甲板的黄松外板，表面再覆裹一层蒙次合金以保护木材免受船蛆的侵害。舰只的水线长和全长分别为79.6米和82.6米，有12.7米的舷宽以及最大5.35米的吃水深度。其标准排水量为1612吨，满载时则可达1864吨。推进装置由两台卧式三缸三胀往复式蒸汽机组成，各负责驱动一副直径为3米的三叶螺旋桨。蒸汽由四台燃煤圆柱形火管锅炉提供，它们通过管道汇入一具单座烟囱。发动机的额定功率为2,800匹公制馬力（2,100千瓦特），设计航速15.5節（28.7每小時），实际达到16.2節（30.0每小時），并能够以9節（17每小時）的速度连续航行2,950海里（5,460）。其标准船员编制为9名军官及152名水兵。
该舰的主炮由八门单座安装的105毫米35倍径速射炮组成，共配备800发弹药。它们的射程为10800米。其中两门并排放置在艏楼，四门分居两边舷侧：一对在舷外平台上、一对在炮眼内，最后两门则并排安装在后甲板。副炮则由五门37毫米转膛炮组成，用于防御鱼雷艇。此外，舰只还配备有两具350毫米鱼雷发射管和5枚鱼雷，均安装在甲板上。

## 服役历史
神鹫号是以“野猪代舰”（Ersatz Eber）作为合同代号订购，以替代在1889年阿皮亚气旋期间沉没的炮舰野猪号。帝国议会在1890-91财年的预算中为此提供了拨款。同年，来自汉堡的布洛姆与福斯船厂获得这艘巡洋舰的建造合同，并于1891年开始铺设龙骨。这是德国海军向布洛姆与福斯发出的首个订单。在汉堡爆发的霍乱使造舰工作变得困难，尽管如此，完工的舰体仍然按计划于1892年2月23日下水。在下水仪式上，由时任波罗的海海军基地负责人的海军中将威廉·施罗德（Wilhelm Schröder）发表演说，并由威廉港帝国船厂厂长、海军上校康拉德·冯·博登豪森（Conrad von Bodenhausen）主持为舰只命名为“神鹫”号。同时由于涨潮比预期的要早，该舰是意外地自行下水。它于同年12月9日竣工，正式交付德意志帝国海军使用；预防霍乱的措施则使海试推迟到了12月15日才展开，并一直持续至1893年4月28日。此后，该舰作预备役搁置。

### 部署至东非
直至1894年10月2日，神鹫号才重新投入使用，它被部署至德属东非，以轮替驻扎在达累斯萨拉姆的炮舰海鸥号。神鹫号被派往东非基地的一个主要原因是英国对布尔共和国的德兰士瓦和奥兰治自由州施压，德国人认为这符合自己的利益。在东非，神鹫号将能够对英国在该地区的行动迅速做出反应。因此，驻扎期间，神鹫号经常在德属东非和南部非洲东岸之间来回穿梭，直到1899年第二次布尔战争爆发。从1894年12月15日至1895年1月1日，神鹫号驻泊在葡属莫桑比克首都洛伦索马克斯。1895年6月27日，它又在德拉戈湾与姊妹舰鸬鹚号会合。尽管德国和英国关系紧张，神鹫号还是前往德班进行年度检修，从8月3日持续到11月16日。此后，该舰回到德属东非，取代了其姊妹舰海雕号。
1895年12月下旬，英国人向德兰士瓦发动了所谓的“詹姆森攻势”；这促使德国海军于1896年1月将神鹫号派驻洛伦索马克斯。6月14日至16日，该舰则在塞舌尔的马埃岛停留，以便让其船员得到休息。从8月26日到11月25日，它在开普敦休整，但随着德国驻莫桑比克公使约阿希姆·冯·普费尔遇袭，迫使神鹫号重返洛伦索马克斯，从1897年12月11日到2月2日一直驻扎在当地。在此期间，舰上曾派出一支代表团上岸参加由德国资助建造的比勒陀利亚－洛伦索马克斯铁路的通车典礼。第二次布尔战争爆发后，神鹫号面临着额外的外交和军事任务。这一时期，它是与燕子号巡洋舰共同行动。除其它事项外，它们必须保护德国商船免受英国军舰的袭击。德国与英国之间的关系因布尔战争而变得相当紧张，因此神鹫号曾于1900年1月7日被英国军舰扣押，并被转移到英属纳塔尔殖民地的德班港，以搜查该舰是否有为布尔人运送武器。1901年1月3日，神鹫号离开非洲，返回德国。返航途中，它于3月3日向在北海遇险的德国轮船马斯卡号（Mawska）提供了援助。

### 部署至南太平洋
返抵德国后，神鹫号于1901年3月23日退役，然后对舰体和推进系统进行了大修。它于1903年4月1日重新启用，并被派往南太平洋，以轮替鸬鹚号在南海基地的警备任务。两舰于6月26日在新加坡相遇。神鹫号由此到达了广阔的驻地区域，并在接下来的十年间展开多次巡航。1904年，该舰与海雕号和老式炮舰海鸥号共同服役，后者当时已被改装为勘测船。1904年7月至9月间，神鹫号帮助镇压了德属萨摩亚爆发的小规模动乱。1905年4月至5月，它前往澳大利亚悉尼接受基础保养。随后，该舰搭载着德属萨摩亚总督威廉·索尔夫威廉·索尔夫出访夏威夷；这次旅行从8月30日持续至9月14日。在悉尼的年度例行大修则分别于1907年3月9日至5月16日和1908年3月10日至5月18日期间进行。1907年10月，神鹫号被派往拉利克礁链南部展开炮术训练。开炮是为了展示武力，以防止当地部落首领反抗德国当局。
在美洲豹号炮舰的配合下，神鹫号参与了1908年9月和10月对马绍尔群岛动乱的镇压。在这次行动中，该舰载着一支美拉尼西亚人步兵分遣队前往波纳佩岛，以平息岛上敌对派系之间的紧张局势。1909年初，阿皮亚爆发骚乱；由于神鹫号缺席，小巡洋舰莱比锡号、阿科纳号连同美洲豹号被派去镇压起义。同年8月，神鹫号受命搜寻在赫贝茨高地至布里斯班之间失踪的政府轮船海星号，但没有成功。神鹫号于1910年7月在阿皮亚与隶属东亚分舰队的大巡洋舰沙恩霍斯特号、小巡洋舰纽伦堡号和埃姆登号会合。1911年1月，它再度前往波纳佩岛，与莱比锡号和鸬鹚号一起镇压索克斯起义。
从1911年5月20日至10月1日，神鹫号在设于青岛的帝国船厂进行了基础维修。在11月的阿加迪尔危机期间，它驻泊在雅浦岛，以便能从当地新近建成的无线电报基站迅速接收消息。进一步的保养工作于1912年3月1日至4月18日在悉尼展开。那年，南海基地越来越多地用于德国殖民地的海岸勘测，因此增加配备了测量人员。12月3日，该舰在海军少校康拉德·莫姆森的指挥下从辛普森港出发，于11日抵达威廉皇帝领并接上奥古斯塔皇后河探险队，前往河流上游246海里（456）处的大本营驻泊了两天。神鹫号于12月18日返回辛普森港。
1913年1月8日，神鹫号被重新归类为炮舰，成为同级中第一艘变更舰种的成员。同年5月，在青岛进行基础维修期间，其舰体被发现磨损状况非常严重。因此，该舰于11月驻扎在阿皮亚期间接到了返回德国的命令。返程途中，神鹫号还肩负保护德国商船桑给巴尔号（Zanzibar）免受摩洛哥人攻击或拖走的任务，该船当时正搁浅在摩洛哥海岸。

### 结局
神鹫号于1914年3月30日抵达但泽，并在当地退役。由于其舰龄和无装甲防护舰的作战价值极低，它在第一次世界大战爆发时未获重新动员。1916年，神鹫号被拆减成一艘在基尔腓特烈奥特附近贮存水雷的废船。它担任此职直至战争结束，继而在战后遭精简重建的国家海军弃用。1920年11月18日，该舰正式从海军名录中除籍，然后于1921年4月8日出售报废。它于同年在汉堡拆解。